# 락슈미 미탈
락슈미 니와스 미탈(힌디어: लक्ष्मी निवास मित्तल, 영어: Lakshmi Niwas Mittal, 1950년 6월 15일 - )은 런던에 사는 인도의 백만장자 기업가이다. 인도 라자스탄 주 추루지구의 Sadulpur 마을에서 태어났으며, 현재 런던 켄싱턴에 살고 있다.
그는 영국에서 가장 부유한 인물이며, 2009년 《포브스》지에 따르면 300억 달러의 재산을 가지고 있는 세계에서 8번째로 부자이다.
《파이낸셜 타임즈》지는 미탈을 2006년 올해의 인물로 선정했으며 2007년 5월에는 《타임》지에 의해 영향력 있는 100인 중 한 명으로 선정되었다.

## 유년기
락슈미는 인도에서 어린 시절을 보냈다. 할아버지가 지은 집 안의 맨 바닥과 줄 침대에서 친척들과 함께 살았다. 그의 가족들은 마르와리(Marwari) 아가월(Agarwal) 카스트로 낮은 계급의 사람들이었다.
그의 할아버지는 인도가 독립되기 전의 선도적 회사들 중 하나였던 Tarachand Ghanshyamdas Poddar에서 일했다. 그러다가 결국 그들은 캘커타로 가게 되었다. 그 곳은 철강 회사의 파트너가 되어 부를 얻게 된 그의 아버지 모한 (Mohan)이 살고 있는 곳이었다.
그는 1965년 콜카타에 있는 명문 대학교 St. Xavier's College에 입학해서 1969년 경영회계학사 학위를 받고 졸업했다.

## 출세
락슈미 미탈은 가족의 철강 생산 사업을 같이 하게 되면서 업계에 입문했다. 그리고 1976년, 가족이 직접 소유의 철강 사업을 시작했을 때 미탈은 쓰러져가는 한 인도네시아의 제철소를 구입하면서 국제사업부를 설립을 진행하기 시작했다.
얼마 후 그는 유복한 대금업자의 딸 Usha와 결혼했다. 1994년에는 아버지와 형제들 간의 차이로 인해 이미 그의 가족 소유로 되어있던 미탈 철강회사 국제사업부를 직접 인수하여 분리 운영하게 되었다.
미탈가의 누구도 분열의 원인에 대해 공개 석상에서 언급한 적이 없다.

## 자선사업
미탈은 인도가 2000년 하계 올림픽에서 단지 동메달 하나, 2004년 하계 올림픽에는 오직 은메달 한 개만 획득했다는 사실을 알고는 미탈 챔피온스 트러스트(Mittal Champions Trust)를 세워 900만 달러를 세계 제패 가능성이 있는 인도 운동선수 10명을 지원해주기로 했다.
2007년 코믹 릴리프(Comic Relief)에서는 유명인사 특집 BBC TV 프로그램 《The Apprentice》에서 모금된 1백만 영국 파운드의 금액을 매칭 그랜트했다.

## 수상 경력
- 2007: Bessemer Gold Medal
- 2006: 올해의 인물 - 《파이낸셜 타임즈》
- 2004: 올해의 유럽 기업인 - 《포브스》지
- 1998: Willy Korf Steel Vision Award - 《American Metal Market》과 《PaineWebber’s World Steel Dynamics》
- 1996: 올해의 철강사 - 《New Steel》

## 같이 보기
- 아르셀로미탈